# 飯野祐太
飯野 祐太（いいの ゆうた、1984年9月20日 - ）は、競輪選手。日本競輪選手会福島支部所属、ホームバンクはいわき平競輪場。日本競輪学校（当時。以下、競輪学校）第90期生。師匠は平沼由充。

## 経歴
福島県いわき市出身。
福島県立平工業高等学校を卒業後、大谷競輪選手養成所に入所。同所でトレーニングに励み、2004年、競輪学校第90期生入学試験に適性試験で合格し入学。同期に北津留翼、浅井康太、新田祐大らがいる。
2005年7月9日、ホームバンクのいわき平でデビュー戦を迎え、デビュー戦で1着。
2007年、GIIである年末のヤンググランプリ（立川競輪場）に初出場し3着。
2008年、ヤンググランプリ（平塚競輪場）に2回目の出場。同期の新田の捲りに乗り、直線で抜け出し優勝。
2022年11月20日、富山GIII（施設整備等協賛競輪）でGIII初優勝。